# Campionato mondiale di Formula 1 1956
Il campionato mondiale di Formula 1 1956 organizzato dalla FIA è stato, nella storia della categoria, il 7° ad assegnare il campionato piloti.  È iniziato il 22 gennaio ed è terminato il 2 settembre, dopo 8 gare. Il titolo mondiale piloti è andato per la quarta volta al campione argentino Juan Manuel Fangio.

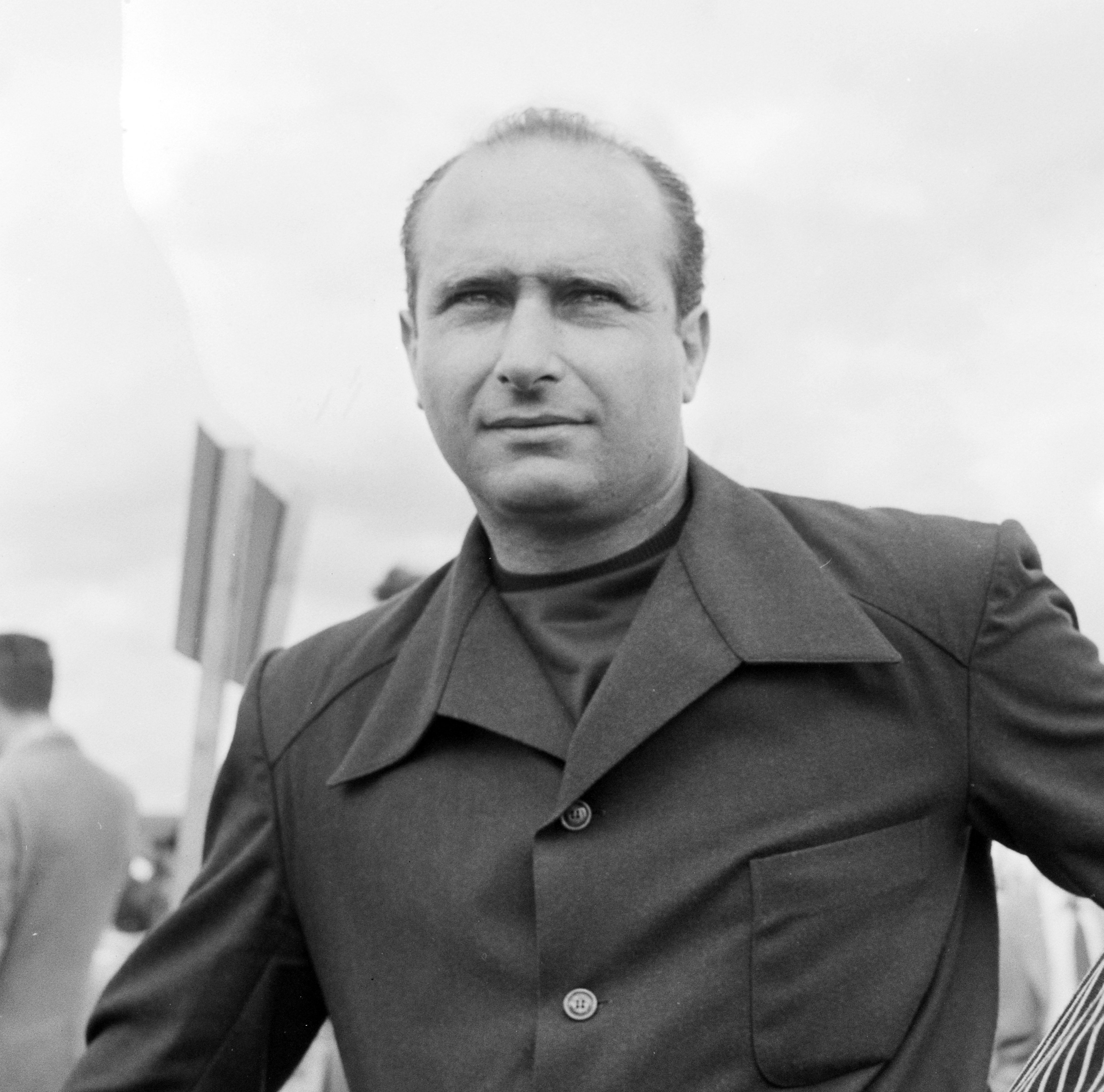
Juan Manuel Fangio vince il suo quarto titolo piloti, il terzo di fila.

## Riassunto della stagione
Dopo il ritiro delle Mercedes Fangio arrivò alla Ferrari e corse il campionato con le Lancia D50 cedute dalla squadra torinese in seguito all'abbandono dal Campionato Mondiale. Gli sfidanti più temibili furono Moss su Maserati ed il compagno di team Peter Collins, ed anche le auto britanniche Vanwall, Connaught e BRM mostrarono risultati promettenti. Moss e Collins vinsero 2 gare ciascuno, ma la vittoria di Fangio condivisa con Musso in Argentina fece la differenza.

## Piloti e team
| Nome del team                  | Costruttore            | Modello            | Motore                  | Gomme | Piloti |
| ------------------------------ | ---------------------- | ------------------ | ----------------------- | ----- | --- |
| Alberto Uria                   | Maserati               | A6GCM              | Maserati                | P     | Óscar González Alberto Uria |
| André Simon                    | Maserati               | 250F               | Maserati                | P     | André Simon |
| Ansted Rotary                  | Kurtis Kraft           | 500D               | Offenhauser             | F     | Pat O'Connor |
| Automobiles Bugatti            | Bugatti                | T251               | Bugatti                 | E     | Maurice Trintignant |
| Bardahl-Ferrari                | Ferrari Kurtis Kraft   | 555 500D           | Ferrari                 | F     | Johnny Baldwin Nino Farina |
| Bardahl/Pat Clancy             | Kurtis Kraft           | 500B               | Offenhauser             | F     | Al Herman |
| Belanger Motors                | Kurtis Kraft           | 500C               | Offenhauser             | F     | Tony Bettenhausen |
| Belond Miracle/Calif. Muffler  | Epperly                | Indy Roadster      | Offenhauser             | F     | Eddie Russo |
| Bob Estes                      | Phillips               |                    | Offenhauser             | F     | Don Freeland |
| Bob Gerard                     | Cooper                 | T23                | Bristol                 | D     | Bob Gerard |
| Bowes Seal Fast/Bignotti       | Kurtis Kraft           | 500E               | Offenhauser             | F     | Johnny Boyd |
| Bruce Halford                  | Maserati               | 250F               | Maserati                | D     | Bruce Halford |
| Cecil McDonald                 | Lesovsky Kurtis Kraft  | 4000               | Offenhauser             | F     | Bill Cheesbourg Dick Reese |
| Central Excavating/Pete Salemi | Kuzma                  | Indy Roadster      | Offenhauser             | F     | Eddie Johnson Gene Hartley |
| Connaught Engineering          | Connaught              | B                  | Alta                    | P A   | Jack Fairman Desmond Titterington Archie Scott Brown Les Leston Ron Flockhart |
| Chesty Foods                   | Templeton              |                    | Offenhauser             | F     | Mike Magill |
| Commercial Motor Freight       | Ewing                  | D                  | Offenhauser             | F     | Marvin Pifer |
| D-A Lubricants Racing          | Kurtis Kraft           | 500C               | Offenhauser             | F     | Bob Sweikert |
| Dayton Steel Foundry           | Schroeder              |                    | Offenhauser             | F     | Jim McWithey |
| Dean Van Lines                 | Kuzma                  | Indy Roadster      | Offenhauser             | F     | Jimmy Bryan Marshall Teague |
| Donaldson                      | Kurtis Kraft           | 3000               | Offenhauser             | F     | Tony Bonadies |
| Dunn Engineering               | Kurtis Kraft           | 500B               | Offenhauser             | F     | Keith Andrews |
| Ecurie Rosier                  | Maserati               | A6GCM              | Maserati                | P     | Louis Rosier |
| Emeryson Cars                  | Emeryson               |                    | Alta                    | D     | Paul Emery |
| Equipe Gordini                 | Gordini                | T16 T32            | Gordini                 | E     | Robert Manzon Élie Bayol Hermano da Silva Ramos André Pilette André Milhoux André Simon                                                                                            |
| Federal Engineering            | Kurtis Kraft           | 500C               | Offenhauser             | F     | Fred Agabashian Bob Veith |
| Filter Queen/Ed Walsh          | Kurtis Kraft           | 500C               | Offenhauser             | F     | Rodger Ward |
| Gilby Engineering              | Maserati               | 250F               | Maserati                | D     | Roy Salvadori |
| Gould's Garage                 | Maserati               | 250F               | Maserati                | D     | Horace Gould |
| Greenman-Casale                | Kuzma                  | Indy Roadster      | Offenhauser             | F     | Billy Garrett |
| H.A. Chapman                   | Kurtis Kraft           | 500C               | Offenhauser             | F     | Andy Linden |
| Helse / H.H. Johnson           | Kurtis Kraft           | 500D               | Offenhauser             | F     | Bob Christie |
| Hoyt Machine/Fred Sommer       | Kurtis Kraft           | 500C               | Offenhauser             | F     | Ed Elisian |
| J.C. Agajanian                 | Kuzma                  | Indy Roadster      | Offenhauser             | F     | Johnnie Parsons |
| Jack Brabham                   | Maserati               | 250F               | Maserati                | D     | Jack Brabham |
| Jim Robbins                    | Stevens                |                    | Offenhauser             | F     | Cliff Griffith |
| John Zink                      | Watson Kurtis Kraft    | Indy Roadster 500C | Offenhauser             | F     | Pat Flaherty Troy Ruttman |
| Jones & Maley Cars             | Kurtis Kraft           | 500C               | Offenhauser             | F     | Sam Hanks |
| Lee Glessner                   | Hillegass              | Sprint Car         | Offenhauser             | F     | Shorty Templeman |
| Lindsey Hopkins                | Lesovsky Kurtis Kraft  | 500C               | Studebacker Offenhauser | F     | Dick Rathmann Jim Rathmann |
| Luigi Piotti                   | Maserati               | 250F               | Maserati                | P     | Luigi Piotti Luigi Villoresi |
| Marquette Tool                 | Silnes                 |                    | Offenhauser             | F     | Dempsey Wilson |
| Martin Brothers                | Kurtis Kraft           |                    | Offenhauser             | F     | Dempsey Wilson |
| Massaglia Hotels               | Lesovsky               |                    | Offenhauser             | F     | Jimmy Reece |
| McNamara/Kalamazoo Sports      | Kurtis Kraft           | 500C               | Offenhauser             | F     | Dick Rathmann |
| Novi Racing                    | Kurtis Kraft           | 500F               | Novi                    | F     | Jimmy Davies Paul Russo |
| Officine Alfieri Maserati      | Maserati               | 250F               | Maserati                | P     | Stirling Moss Jean Behra Carlos Menditeguy Chico Landi Gerino Gerini José Froilán González Cesare Perdisa Paco Godia Piero Taruffi Umberto Maglioli Luigi Villoresi Joakim Bonnier |
| Ottorino Volonterio            | Maserati               | A6                 | Maserati                | P     | Ottorino Volonterio |
| Owen Racing Organisation       | Maserati BRM           | 250F Type 25       | Maserati BRM            | P D   | Mike Hawthorn Tony Brooks Ron Flockhart |
| Peter Schmidt                  | Kuzma                  | Indy Roadster      | Offenhauser             | F     | Johnny Thomson |
| Peter Wales Trucking           | Kurtis Kraft           | 4000               | Offenhauser             | F     | Johnny Kay |
| Piero Scotti                   | Connaught              | B                  | Alta                    | P     | Piero Scotti |
| Ray Brady                      | Schroeder Kurtis Kraft | 4000               | Offenhauser             | F     | Eddie Sachs Len Duncan |
| Ray Crawford                   | Kurtis Kraft           | 500B               | Offenhauser             | F     | Ray Crawford |
| Roy Mckay                      | Kurtis Kraft           | 3000               | Offenhauser             | F     | Leroy Warriner |
| Sam Traylor Offy               | Kurtis Kraft           | 4000               | Offenhauser             | F     | Al Keller |
| Scuderia Centro Sud            | Maserati Ferrari       | 250F 500           | Maserati Ferrari        | P     | Louis Chiron Giorgio Scarlatti Luigi Villoresi Toulo de Graffenried |
| Scuderia Ferrari               | Lancia-Ferrari         | D50                | Lancia V8               | E     | Juan Manuel Fangio Eugenio Castellotti Luigi Musso Peter Collins Olivier Gendebien Paul Frère André Pilette Alfonso de Portago                                                     |
| Scuderia Guastalla             | Maserati               | 250F               | Maserati                | P     | Umberto Maglioli Gerino Gerini |
| Shannon's                      | Kurtis Kraft           | 500A               | Offenhauser             | F     | Duke Dinsmore |
| Slick Racers                   | Kurtis Kraft           | 2000               | Offenhauser             | F     | Gig Stephens |
| Sumar/Chapman Root             | Kurtis Kraft           | 500D               | Offenhauser             | F     | Jimmy Daywalt Marshall Teague |
| Travelon Trailer / Ernest Ruiz | Kurtis Kraft           | 500B               | Offenhauser             | F     | Jack Turner |
| Trio Brass Foundry / Anderson  | Kurtis Kraft           | 500C               | Offenhauser             | F     | Johnnie Tolan |
| Vandervell Products Ltd        | Vanwall                | VW2                | Vanwall                 | P     | Harry Schell Maurice Trintignant Colin Chapman José Froilán González Piero Taruffi Mike Hawthorn                                                                                   |
| Wolcott Fuel Injection         | Lesovsky               |                    | Offenhauser             | F     | Len Sutton |

## Gare mondiali
| Nº | Gran Premio                  | Circuito          | Pole position      | Giro veloce        | Pilota vincitore               | Scuderia vincitrice | Resoconto |
| -- | ---------------------------- | ----------------- | ------------------ | ------------------ | ------------------------------ | ------------------- | --------- |
| 1  | Gran Premio d'Argentina      | Buenos Aires      | Juan Manuel Fangio | Juan Manuel Fangio | Luigi Musso Juan Manuel Fangio | Lancia-Ferrari      | Resoconto |
| 2  | Gran Premio di Monaco        | Monaco            | Juan Manuel Fangio | Juan Manuel Fangio | Stirling Moss                  | Maserati            | Resoconto |
| 3  | 500 Miglia di Indianapolis   | Indianapolis      | Pat Flaherty       | Paul Russo         | Pat Flaherty                   | Watson-Offenhauser  | Resoconto |
| 4  | Gran Premio del Belgio       | Spa-Francorchamps | Juan Manuel Fangio | Stirling Moss      | Peter Collins                  | Lancia-Ferrari      | Resoconto |
| 5  | Gran Premio di Francia       | Reims             | Juan Manuel Fangio | Juan Manuel Fangio | Peter Collins                  | Lancia-Ferrari      | Resoconto |
| 6  | Gran Premio di Gran Bretagna | Silverstone       | Stirling Moss      | Stirling Moss      | Juan Manuel Fangio             | Lancia-Ferrari      | Resoconto |
| 7  | Gran Premio di Germania      | Nürburgring       | Juan Manuel Fangio | Juan Manuel Fangio | Juan Manuel Fangio             | Lancia-Ferrari      | Resoconto |
| 8  | Gran Premio d'Italia         | Monza             | Juan Manuel Fangio | Stirling Moss      | Stirling Moss                  | Maserati            | Resoconto |

### Gran Premio d'Argentina
Buenos Aires - 22 gennaio 1956 - IV Gran Premio de la Republica Argentina

#### Ordine d'arrivo
1. Luigi Musso e Juan Manuel Fangio (Lancia-Ferrari)
2. Jean Behra (Maserati)
3. Mike Hawthorn (Maserati)
4. Gerino Gerini e Chico Landi (Maserati)
5. Olivier Gendebien (Ferrari)

### Gran Premio di Monaco
Montecarlo - 13 maggio 1956 - XIV Grand Prix Automobile de Monaco

#### Ordine d'arrivo
1. Stirling Moss (Maserati)
2. Peter Collins e Juan Manuel Fangio (Lancia-Ferrari)
3. Jean Behra (Maserati)
4. Eugenio Castellotti e Juan Manuel Fangio (Lancia-Ferrari)
5. Nano da Silva-Ramos (Gordini)

### 500 Miglia di Indianapolis
Indianapolis Motor Speedway - 30 maggio 1956 - XL Indianapolis International Sweepstakes

#### Ordine d'arrivo
1. Pat Flaherty (Watson-Offenhauser)
2. Sam Hanks (Kurtis Kraft-Offenhauser)
3. Don Freeland (Phillips-Offenhauser)
4. Johnnie Parsons (Kurtis Kraft-Offenhauser)
5. Dick Rathmann (Kurtis Kraft-Offenhauser)

### Gran Premio del Belgio
Spa-Francorchamps - 3 giugno 1956 - XVIII Grote Prijs van Belgie

#### Ordine d'arrivo
1. Peter Collins (Lancia-Ferrari)
2. Paul Frère (Lancia-Ferrari)
3. Cesare Perdisa e Stirling Moss (Maserati)
4. Harry Schell (Vanwall)
5. Luigi Villoresi (Maserati)

### Gran Premio di Francia
Reims - 1º luglio 1956 - XLII Grand Prix de l'A.C.F.

#### Ordine d'arrivo
1. Peter Collins (Lancia-Ferrari)
2. Eugenio Castellotti (Lancia-Ferrari)
3. Jean Behra (Maserati)
4. Juan Manuel Fangio (Lancia-Ferrari)
5. Stirling Moss e Cesare Perdisa (Maserati)

### Gran Premio di Gran Bretagna
Silverstone - 14 luglio 1956 - IX R.A.C. British Grand Prix

#### Ordine d'arrivo
1. Juan Manuel Fangio (Lancia-Ferrari)
2. Peter Collins e Alfonso de Portago (Lancia-Ferrari)
3. Jean Behra (Maserati)
4. Jack Fairman (Connaught-Alta)
5. Horace Gould (Maserati)

### Gran Premio di Germania
Nürburgring - 5 agosto 1956 - XVIII Großer Preis von Deutschland

#### Ordine d'arrivo
1. Juan Manuel Fangio (Lancia-Ferrari)
2. Stirling Moss (Maserati)
3. Jean Behra (Maserati)
4. Paco Godia (Maserati)
5. Louis Rosier (Maserati)

### Gran Premio d'Italia
Monza - 2 settembre 1956 - XXVII Gran Premio d'Italia, Grand Prix d'Europe

#### Ordine d'arrivo
1. Stirling Moss (Maserati)
2. Juan Manuel Fangio e Peter Collins (Lancia-Ferrari)
3. Ron Flockhart (Connaught-Alta)
4. Paco Godia (Maserati)
5. Jack Fairman (Connaught-Alta)

## Gare non valevoli per il Campionato Mondiale
| Gara                                 | Circuito     | Data        | Vincitori          | Costruttore    |
| ------------------------------------ | ------------ | ----------- | ------------------ | -------------- |
| X Gran Premio Ciudad de Buenos Aires | Mendoza      | 5 febbraio  | Juan Manuel Fangio | Lancia-Ferrari |
| IV Glover Trophy                     | Goodwood     | 2 aprile    | Stirling Moss      | Maserati       |
| VI Gran Premio di Siracusa           | Siracusa     | 15 aprile   | Juan Manuel Fangio | Lancia-Ferrari |
| XI BARC Aintree 200                  | Aintree      | 21 aprile   | Stirling Moss      | Maserati       |
| VII BRDC International Trophy        | Silverstone  | 5 maggio    | Stirling Moss      | Vanwall        |
| IX Gran Premio di Napoli             | Posillipo    | 6 maggio    | Robert Manzon      | Gordini        |
| I Aintree 100                        | Aintree      | 24 giugno   | Horace Gould       | Maserati       |
| I Vanwall Trophy                     | Snetterton   | 22 luglio   | Roy Salvadori      | Maserati       |
| IV Grand Prix de Caen                | Caen         | 26 agosto   | Harry Schell       | Maserati       |
| II Sussex Trophy                     | Goodwood     | 8 settembre | Roy Salvadori      | Cooper-Climax  |
| I BRSCC Formula 1 Race               | Brands Hatch | 14 ottobre  | Archie Scott Brown | Connaught-Alta |

## Classifica

### Classifica piloti
Il sistema di punteggio prevedeva l'attribuzione ai primi cinque classificati rispettivamente di 8, 6, 4, 3 e 2 punti. I punti venivano divisi equamente tra i piloti alla guida di una vettura condivisa; in questi casi il piazzamento a punti è indicato con il simbolo ‡ in tabella. Un punto aggiuntivo veniva assegnato al detentore del giro più veloce. Per la classifica finale valevano i migliori cinque risultati; nella colonna Punti sono indicati i punti effettivamente validi per il campionato, tra parentesi i punti totali conquistati.
| Pos. | Pilota                 |     |     |     |     |     |     |     |     | Punti   |
| ---- | ---------------------- | --- | --- | --- | --- | --- | --- | --- | --- | ------- |
| 1    | Juan Manuel Fangio     | 1‡  | 2‡  |     | Rit | 4   | 1   | 1   | 2‡  | 30 (33) |
| 2    | Stirling Moss          | Rit | 1   |     | 3‡  | 5‡  | Rit | 2   | 1   | 27 (28) |
| 3    | Peter Collins          | Rit | 2‡  |     | 1   | 1   | 2‡  | Rit | 2‡  | 25      |
| 4    | Jean Behra             | 2   | 3   |     | 7   | 3   | 3   | 3   | Rit | 22      |
| 5    | Pat Flaherty           |     |     | 1   |     |     |     |     |     | 8       |
| 6    | Eugenio Castellotti    | Rit | 4‡  |     | Rit | 2   | 10  | Rit | 8   | 7,5     |
| 7    | Sam Hanks              |     |     | 2   |     |     |     |     |     | 6       |
| =    | Paul Frère             |     |     |     | 2   |     |     |     |     | 6       |
| =    | Paco Godia             |     |     |     | Rit | 7   | 8   | 4   | 4   | 6       |
| 10   | Jack Fairman           |     |     |     |     |     | 4   |     | 5   | 5       |
| 11   | Luigi Musso            | 1‡  | Rit |     |     |     |     | Rit | Rit | 4       |
| =    | Mike Hawthorn          | 3   | NP  |     |     | 10  | Rit |     |     | 4       |
| =    | Don Freeland           |     |     | 3   |     |     |     |     |     | 4       |
| =    | Ron Flockhart          |     |     |     |     |     | Rit |     | 3   | 4       |
| 15   | Cesare Perdisa         |     | 7   |     | 3‡  | 5‡  | 7   | NP  |     | 3       |
| =    | Johnnie Parsons        |     |     | 4   |     |     |     |     |     | 3       |
| =    | Harry Schell           |     | Rit |     | 4   | 10  | Rit | Rit | Rit | 3       |
| =    | Alfonso de Portago     |     |     |     |     | Rit | 2‡  | Rit | Rit | 3       |
| 19   | Louis Rosier           |     | Rit |     | 8   | 6   | Rit | 5   |     | 2       |
| =    | Luigi Villoresi        |     |     |     | 5   | Rit | 6   | Rit | Rit | 2       |
| =    | Hermano da Silva Ramos |     | 5   |     |     | 8   | Rit |     | Rit | 2       |
| =    | Horace Gould           |     | 8   |     | Rit |     | 5   | Rit |     | 2       |
| =    | Olivier Gendebien      | 5   |     |     |     | Rit |     |     |     | 2       |
| =    | Dick Rathmann          |     |     | 5   |     |     |     |     |     | 2       |
| 25   | Gerino Gerini          | 4‡  |     |     |     |     |     |     | 10  | 1,5     |
| =    | Chico Landi            | 4‡  |     |     |     |     |     |     |     | 1,5     |
| 27   | Paul Russo             |     |     | Rit |     |     |     |     |     | 1       |
| –    | André Pilette          |     | 6   |     | 6   | 11  |     | NP  |     | 0       |
| –    | Luigi Piotti           | Rit |     |     |     |     |     | Rit | 6   | 0       |
| –    | Óscar González         | 6   |     |     |     |     |     |     |     | 0       |
| –    | Alberto Uria           | 6   |     |     |     |     |     |     |     | 0       |
| –    | Élie Bayol             |     | 6   |     |     |     |     |     |     | 0       |
| –    | Bob Sweikert           |     |     | 6   |     |     |     |     |     | 0       |
| –    | Bob Veith              |     |     | 7   |     |     |     |     |     | 0       |
| –    | Toulo de Graffenried   |     |     |     |     |     |     |     | 7   | 0       |
| –    | Rodger Ward            |     |     | 8   |     |     |     |     |     | 0       |
| –    | Robert Manzon          |     | Rit |     |     | 9   | 9   | Rit | Rit | 0       |
| –    | André Simon            |     |     |     |     | Rit |     |     | 9   | 0       |
| –    | Jimmy Reece            |     |     | 9   |     |     |     |     |     | 0       |
| –    | Cliff Griffith         |     |     | 10  |     |     |     |     |     | 0       |
| –    | Roy Salvadori          |     |     |     |     |     | Rit | Rit | 11  | 0       |
| –    | Gene Hartley           |     |     | 11  |     |     |     |     |     | 0       |
| –    | Bob Gerard             |     |     |     |     |     | 11  |     |     | 0       |
| –    | Fred Agabashian        |     |     | 12  |     |     |     |     |     | 0       |
| –    | Bob Christie           |     |     | 13  |     |     |     |     |     | 0       |
| –    | Al Keller              |     |     | 14  |     |     |     |     |     | 0       |
| –    | Eddie Johnson          |     |     | 15  |     |     |     |     |     | 0       |
| –    | Billy Garrett          |     |     | 16  |     |     |     |     |     | 0       |
| –    | Duke Dinsmore          |     |     | 17  |     |     |     |     |     | 0       |
| –    | Pat O'Connor           |     |     | 18  |     |     |     |     |     | 0       |
| –    | Jimmy Bryan            |     |     | 19  |     |     |     |     |     | 0       |
| –    | Ottorino Volonterio    |     |     |     |     |     |     | NC  |     | 0       |
| –    | Maurice Trintignant    |     | Rit |     | Rit | Rit | Rit |     | Rit | 0       |
| –    | Umberto Maglioli       |     |     |     |     |     | Rit | Rit | Rit | 0       |
| –    | Bruce Halford          |     |     |     |     |     | Rit | SQ  | Rit | 0       |
| –    | José Froilán González  | Rit |     |     |     |     | Rit |     |     | 0       |
| –    | Piero Taruffi          |     |     |     |     | Rit |     |     | Rit | 0       |
| –    | Tony Brooks            |     | NP  |     |     |     | Rit |     |     | 0       |
| –    | Giorgio Scarlatti      |     | NQ  |     |     |     |     | Rit |     | 0       |
| –    | Carlos Menditeguy      | Rit |     |     |     |     |     |     |     | 0       |
| –    | Jim Rathmann           |     |     | Rit |     |     |     |     |     | 0       |
| –    | Johnnie Tolan          |     |     | Rit |     |     |     |     |     | 0       |
| –    | Tony Bettenhausen      |     |     | Rit |     |     |     |     |     | 0       |
| –    | Ed Elisian             |     |     | Rit |     |     |     |     |     | 0       |
| –    | Eddie Russo            |     |     | Rit |     |     |     |     |     | 0       |
| –    | Jimmy Daywalt          |     |     | Rit |     |     |     |     |     | 0       |
| –    | Jack Turner            |     |     | Rit |     |     |     |     |     | 0       |
| –    | Keith Andrews          |     |     | Rit |     |     |     |     |     | 0       |
| –    | Andy Linden            |     |     | Rit |     |     |     |     |     | 0       |
| –    | Al Herman              |     |     | Rit |     |     |     |     |     | 0       |
| –    | Ray Crawford           |     |     | Rit |     |     |     |     |     | 0       |
| –    | Johnny Boyd            |     |     | Rit |     |     |     |     |     | 0       |
| –    | Troy Ruttman           |     |     | Rit |     |     |     |     |     | 0       |
| –    | Johnny Thomson         |     |     | Rit |     |     |     |     |     | 0       |
| –    | Piero Scotti           |     |     |     | Rit |     |     |     |     | 0       |
| –    | Desmond Titterington   |     |     |     |     |     | Rit |     |     | 0       |
| –    | Archie Scott Brown     |     |     |     |     |     | Rit |     |     | 0       |
| –    | Paul Emery             |     |     |     |     |     | Rit |     |     | 0       |
| –    | Jack Brabham           |     |     |     |     |     | Rit |     |     | 0       |
| –    | André Milhoux          |     |     |     |     |     |     | Rit |     | 0       |
| –    | Jo Bonnier             |     |     |     |     |     |     |     | Rit | 0       |
| –    | Les Leston             |     |     |     |     |     |     |     | Rit | 0       |
| –    | Colin Chapman          |     |     |     |     | NP  |     |     |     | 0       |
| –    | Marshall Teague        |     |     | NQ  |     |     |     |     |     | 0       |
| –    | Nino Farina            |     |     | NQ  |     |     |     |     |     | 0       |
| –    | Dempsey Wilson         |     |     | NQ  |     |     |     |     |     | 0       |
| –    | Tony Bonadies          |     |     | NQ  |     |     |     |     |     | 0       |
| –    | Jimmy Davies           |     |     | NQ  |     |     |     |     |     | 0       |
| –    | Johnny Kay             |     |     | NQ  |     |     |     |     |     | 0       |
| –    | Shorty Templeman       |     |     | NQ  |     |     |     |     |     | 0       |
| –    | Len Duncan             |     |     | NQ  |     |     |     |     |     | 0       |
| –    | Eddie Sachs            |     |     | NQ  |     |     |     |     |     | 0       |
| –    | Len Sutton             |     |     | NQ  |     |     |     |     |     | 0       |
| –    | Mike Magill            |     |     | NQ  |     |     |     |     |     | 0       |
| –    | Marvin Pifer           |     |     | NQ  |     |     |     |     |     | 0       |
| –    | Jimmy McWithey         |     |     | NQ  |     |     |     |     |     | 0       |
| –    | Bill Cheesbourg        |     |     | NQ  |     |     |     |     |     | 0       |
| –    | Gig Stephens           |     |     | NQ  |     |     |     |     |     | 0       |
| –    | Dick Reese             |     |     | NQ  |     |     |     |     |     | 0       |
| –    | Jay Abney              |     |     | NQ  |     |     |     |     |     | 0       |
| –    | Johnny Baldwin         |     |     | NQ  |     |     |     |     |     | 0       |
| –    | Leroy Warriner         |     |     | NQ  |     |     |     |     |     | 0       |
| Pos. | Pilota                 |     |     |     |     |     |     |     |     | Punti   |

| Legenda | 1º posto     | 2º posto | 3º posto    | A punti         | Senza punti/Non class.  | Grassetto – Pole position Corsivo – Giro più veloce |
| Legenda | Squalificato | Ritirato | Non partito | Non qualificato | Solo prove/Terzo pilota | Grassetto – Pole position Corsivo – Giro più veloce |